# Dercino
Na mitologia grega, Dercino[carece de fontes?] ou Dércino (do grego: AepKvvos), também chamado de Bercino ou Bercione de acordo com as várias traduções disponíveis, era um gigante, filho de Poseidon, deus dos mares, e irmão de Albião. Segundo a mitologia ele entrou em conflito com Hércules, quando vivia em Ligúria.
Dercino viveu como um pastor com seu irmão numa cidade da Ligúria, quando Hércules atravessou seu país com o gado de Gerion (Um de seus doze trabalhos, com as quais cruzou a Europa), não resistindo, ataca-o, juntamente com sua família, acabando por ser morto.